# Malaya van Ruitenbeek
Malaya van Ruitenbeek (Bonifacio, Filipines, 28 de desembre de 1982) va ser un ciclista neerlandès que fou professionalment des del 2005 fins al 2008.
El seu germà Manman també es dedicà professionalment al ciclisme.

## Palmarès
- 2006
  - Campió del món universitari en contrarellotge
- 2007
  - Vencedor d'una etapa al Tour de Tailàndia
- 2008
  - Campió del món universitari en contrarellotge
  - Vencedor d'una etapa a la Fletxa del sud
  - Vencedor d'una etapa a la Volta als Pirineus